# TMEM184C
TMEM184C (англ. Transmembrane protein 184C) – білок, який кодується однойменним геном, розташованим у людей на 4-й хромосомі. Довжина поліпептидного ланцюга білка становить 438 амінокислот, а молекулярна маса — 50 142.
| 10         |  | 20         |  | 30         |  | 40         |  | 50         |
| ---------- |  | ---------- |  | ---------- |  | ---------- |  | ---------- |
| MPCTCTWRNW |  | RQWIRPLVAV |  | IYLVSIVVAV |  | PLCVWELQKL |  | EVGIHTKAWF |
| IAGIFLLLTI |  | PISLWVILQH |  | LVHYTQPELQ |  | KPIIRILWMV |  | PIYSLDSWIA |
| LKYPGIAIYV |  | DTCRECYEAY |  | VIYNFMGFLT |  | NYLTNRYPNL |  | VLILEAKDQQ |
| KHFPPLCCCP |  | PWAMGEVLLF |  | RCKLGVLQYT |  | VVRPFTTIVA |  | LICELLGIYD |
| EGNFSFSNAW |  | TYLVIINNMS |  | QLFAMYCLLL |  | FYKVLKEELS |  | PIQPVGKFLC |
| VKLVVFVSFW |  | QAVVIALLVK |  | VGVISEKHTW |  | EWQTVEAVAT |  | GLQDFIICIE |
| MFLAAIAHHY |  | TFSYKPYVQE |  | AEEGSCFDSF |  | LAMWDVSDIR |  | DDISEQVRHV |
| GRTVRGHPRK |  | KLFPEDQDQN |  | EHTSLLSSSS |  | QDAISIASSM |  | PPSPMGHYQG |
| FGHTVTPQTT |  | PTTAKISDEI |  | LSDTIGEKKE |  | PSDKSVDS   |  |            |

A: Аланін

C: Цистеїн

D: Аспарагінова кислота

E: Глутамінова кислота

F: Фенілаланін

G: Гліцин

H: Гістидин

I: Ізолейцин

K: Лізин

L: Лейцин

M: Метіонін

N: Аспарагін

P: Пролін

Q: Глутамін

R: Аргінін

S: Серин

T: Треонін

V: Валін

W: Триптофан

Кодований геном білок за функцією належить до фосфопротеїнів. 
Задіяний у такому біологічному процесі, як альтернативний сплайсинг. 
Локалізований у мембрані.